# Periphery V: Djent Is Not a Genre
Periphery V: Djent Is Not a Genre è il settimo album in studio del gruppo musicale statunitense Periphery, pubblicato il 10 marzo 2023 dalla 3DOT Recordings.

## Tracce
Testi e musiche dei Periphery.
1. Wildfire – 7:05
2. Atropos – 8:23
3. Wax Wings – 7:26
4. Everything Is Fine! – 5:07
5. Silhouette – 4:51
6. Dying Star – 5:17
7. Zagreus – 8:19
8. Dracul Gras – 12:21
9. Thanks Nobuo – 11:16

## Formazione
Hanno partecipato alle registrazioni, secondo le note di copertina:
Gruppo
- Jake Bowen – chitarra, sintetizzatore, programmazione, coro
- Matt Halpern – batteria
- Mark Holcomb – chitarra, coro
- Misha Mansoor – chitarra, sintetizzatore, orchestrazione, coro
- Spencer Sotelo – voce, coro

Altri musicisti
- Adam "Nolly" Getgood – basso
- Raoul Ahmad – coro
- Alec Eitrem – coro
- Tai Wright – coro
- Mikey Tucker – coro
- Liam Schmucker – coro
- Bryan Caudill – coro
- Jørgen Munkeby – assolo di sassofono (traccia 1)

Produzione
- Periphery – produzione
- Adam "Nolly" Getgood – missaggio, produzione batteria
- Sebastian Sendon – assistenza al missaggio, montaggio batteria e basso
- Mike Kalajian – mastering